# Phyllonorycter triflorella
Phyllonorycter triflorella är en fjärilsart som först beskrevs av De Peyerimhoff 1871.  Phyllonorycter triflorella ingår i släktet guldmalar, och familjen styltmalar.
Artens utbredningsområde är:
- Frankrike.
- Grekland.
- Italien.
- Spanien.
- Kroatien.
- Serbien.

Inga underarter finns listade i Catalogue of Life.